# Glutenfritt öl
Glutenfritt öl är öl tillverkat på ingredienser som inte innehåller glykoprotein (gluten). Människor som lider av celiaki och dermatitis herpetiformis kan få allergiska reaktioner på vissa proteiner i ingredienser som vanligtvis används vid ölbryggning, såsom korn och vete. Proteinet hordein i korn och gliadinet i vete är typer av gluten som framkallar allergiska reaktioner. Glutenfritt öl är en del av den glutenfria kosten.

## Gluten och celiaki
Gluten finns i många vanliga sädesslag såsom korn och vete. Även i små mängder kan dessa ämnen skapa starka allergiska reaktioner hos dem som lider av celiaki. Nästan allt öl innehåller nivåer av gluten som inte tåls av de med celiaki och trots detta finns det få bryggerier som tar hänsyn till detta.

## Glutenfri standard
Runt världen skiljer sig begreppet "glutenfri". I Storbritannien kan till exempel ett öl med mindre än 20 delar per miljon gluten (20ppm) klassas som glutenfri, medan det i Australien inte får innehålla någon del gluten. Detta är precis samma princip som används i bröd.

## Glutenfri öl-festival
Den första internationella glutenfria ölfestivalen hölls i februari 2006 i Chesterfield, Storbritannien som en del av CAMRA. Med nya bryggerier som öppnar hela tiden, framför allt i Storbritannien och USA, finns det en världsomfattande rörelse som försöker återskapa det "normala livet".